# 태풍 모라꼿 (2009년)
태풍 모라꼿(태풍 번호: 0908, JTWC 지정 번호: 09W, 국제명: MORAKOT, 필리핀 기상청 지정 이름: Kiko)은 2009년에 북서태평양에서 발생한 제8호 태풍으로 태풍이 상륙한 대만에 극심한 피해가 발생하였으며, 그 이후 상륙한 중화인민공화국 푸젠성 등의 남동부 지역에서도 피해가 발생하였다. 또한 태풍 모라꼿으로 인해 대만에는 3000 mm가 넘는 사상 유례없는 폭우가 내렸다.

## 태풍의 진행

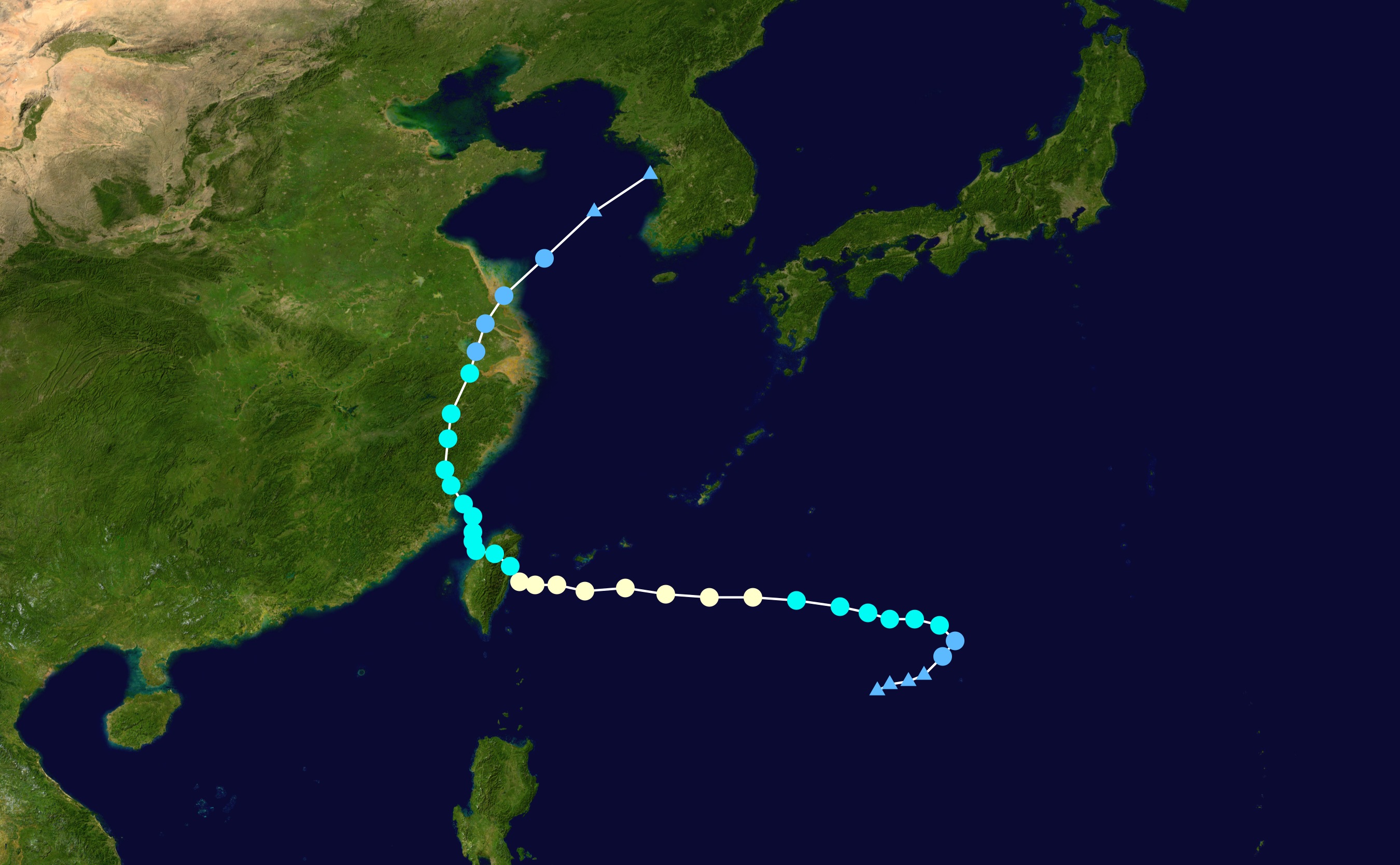
태풍 모라꼿의 이동 경로

2009년 8월 2일 필리핀 동쪽 해상에서 발생한 열대저기압은 8월 4일 오전 3시에 일본 오키나와 동남동쪽 약 970 km 부근 해상에서 중심기압 992 hPa, 최대풍속 22 m/s, 강풍 반경 약 350 km, 강도 '약', 크기 '중형'의 열대폭풍으로 발달하면서 제8호 태풍 모라꼿이 되었다. 8월 4일 오후 9시에 중심기압 985 hPa, 최대풍속 27 m/s, 강풍 반경 약 400 km, 강도 '중', 크기 '중형'의 강한 열대폭풍으로 발달하였다. 그리고 8월 5일 오전 9시에 중심기압 975 hPa, 최대풍속 34 m/s, 강풍 반경 약 450 km, 강도 '강', 크기 '중형'의 태풍으로 더욱 발달하였다. 태풍 모라꼿은 일본 기상청 자료 기준으로 8월 7일 오전 9시에 중심기압 945 hPa, 최대풍속 약 40 m/s (80 kt)의 상태까지 발달하면서 태풍으로서의 최성기를 맞이하였다. 그러나 대만에 점차 가까워지면서 같은 날 오후 3시 무렵부터 약화되기 시작하였다. 8월 7일 자정 무렵부터 8월 8일 새벽 사이에 대만 동부에 상륙하였고, 같은 날 오후에 대만 해협으로 빠져나갔다. 그 이후 서진을 하다가 점차 전향하여 북진하면서 8월 9일 오후에 중국 푸저우 부근에 상륙하였다. 육상에 상륙하면서 태풍 모라꼿은 8월 10일에 열대폭풍으로 급격하게 약화되었으며, 대한민국 기상청은 8월 10일 오후 9시에 중국 상하이 서남서쪽 약 230 km 부근 육상에서 열대저압부로 약화되었다고 발표하였다. 일본 기상청은 태풍 모라꼿이 8월 11일 오전 3시에 열대저기압으로 약화되었다고 발표하였다.
태풍 모라꼿(MORAKOT)은 태국에서 제출한 이름으로 에메랄드를 의미한다.

## 태풍의 시간별 정보
아래 표는 대한민국 기상청(KMA)의 자료에 의한 것임.
| 형태          | 날짜 및 시간 (UTC) | 위도 (°N) | 경도 (°E) | 이동속도 (km/h) | 기압 (hPa) | 최대풍속 (m/s) |
| ------------- | ------------------ | --------- | --------- | --------------- | ---------- | -------------- |
| 열대폭풍      | 8월 3일 18시       | 21.2      | 135.5     | 6               | 992        | 22.0           |
| 열대폭풍      | 8월 4일 0시        | 21.7      | 135.9     | 12              | 992        | 18.0           |
| 열대폭풍      | 8월 4일 6시        | 22.2      | 135.4     | 13              | 990        | 20.0           |
| 강한 열대폭풍 | 8월 4일 12시       | 22.5      | 134.6     | 15              | 985        | 27.0           |
| 강한 열대폭풍 | 8월 4일 18시       | 22.5      | 133.6     | 18              | 980        | 31.0           |
| 태풍          | 8월 5일 0시        | 22.6      | 133.3     | 6               | 975        | 34.0           |
| 태풍          | 8월 5일 6시        | 22.6      | 132.1     | 21              | 970        | 36.0           |
| 태풍          | 8월 5일 12시       | 22.9      | 131.1     | 18              | 970        | 36.0           |
| 태풍          | 8월 5일 18시       | 23.1      | 129.3     | 29              | 960        | 39.0           |
| 태풍          | 8월 6일 0시        | 23.4      | 128.3     | 18              | 960        | 40.0           |
| 태풍          | 8월 6일 6시        | 23.3      | 126.4     | 28              | 960        | 40.0           |
| 태풍          | 8월 6일 12시       | 23.4      | 125.4     | 18              | 960        | 40.0           |
| 태풍          | 8월 6일 18시       | 23.4      | 124.0     | 24              | 960        | 40.0           |
| 태풍          | 8월 7일 0시        | 23.7      | 123.1     | 15              | 960        | 40.0           |
| 태풍          | 8월 7일 6시        | 23.4      | 122.0     | 20              | 965        | 38.0           |
| 태풍          | 8월 7일 12시       | 23.8      | 121.7     | 6               | 955        | 41.0           |
| 태풍          | 8월 7일 18시       | 24.3      | 121.6     | 10              | 960        | 40.0           |
| 태풍          | 8월 8일 0시        | 24.7      | 121.6     | 8               | 965        | 36.0           |
| 태풍          | 8월 8일 6시        | 25.1      | 120.7     | 11              | 970        | 36.0           |
| 태풍          | 8월 8일 12시       | 25.1      | 120.3     | 7               | 970        | 36.0           |
| 태풍          | 8월 8일 18시       | 25.1      | 120.0     | 6               | 970        | 36.0           |
| 태풍          | 8월 9일 0시        | 26.0      | 120.0     | 17              | 975        | 34.0           |
| 태풍          | 8월 9일 6시        | 26.3      | 120.0     | 6               | 975        | 34.0           |
| 강한 열대폭풍 | 8월 9일 12시       | 26.6      | 119.9     | 9               | 980        | 30.0           |
| 열대폭풍      | 8월 9일 18시       | 27.2      | 119.5     | 13              | 990        | 23.0           |
| 열대폭풍      | 8월 10일 0시       | 28.0      | 119.7     | 16              | 990        | 24.0           |
| 열대폭풍      | 8월 10일 3시       | 28.7      | 119.5     | 27              | 994        | 21.0           |
| 열대폭풍      | 8월 10일 6시       | 29.2      | 119.5     | 19              | 995        | 20.0           |
| 열대폭풍      | 8월 10일 9시       | 29.7      | 119.4     | 19              | 998        | 17.0           |
| 소멸          | 8월 10일 12시      | 30.1      | 119.4     | 15              | 1000       |                |

## 대비

### 일본
8월 3일 자정에 일본 기상청(JMA)은 요코하마와 규슈 북부에 위치한 기타큐슈 모지구 주변 해역에 풍랑주의보를 발령했고 6시간 뒤에 오키나와섬 중부에 있는 나하에도 똑같이 발효했다. 이날 18시에 JMA는 요코하마 주변 해역의 풍랑주의보를 해제했으나 다음날 아침 6시에 재발령했다. JMA는 이 경보들을 8월 5일에 모라꼿이 태풍의 단계에 들어서자 풍랑주의보를 태풍경보로 대체하였다. 다음날 일찍, 미군이 오키나와섬에 설치한 열대저기압 경보와 주의보 단계(TCCOR)를 4단계에서 3단계로 상향조정하였는데, 이것은 태풍이 오키나와섬을 48시간내에 풍속 93 km/h (50 kt)의 속력으로 영향을 줄 것임을 암시한다. 이에 따라 태풍과 멀어진 요코하마 주변 해역은 모든 주의보와 경보가 해제되었다.

### 필리핀
필리핀 기상청(PAGASA)에서는 모라꼿이 루손섬에 경우에 따라 강한 비를 내리게 할 것이라고 예측했으나 8월 6일에 루손섬 북부에 폭풍주의보 제1단계를 발령했고 이는 이 지역에 36시간안에 풍속 65 km/h (35 kt)의 속력으로 태풍이 올 것임을 뜻한다. 그 다음에 모라꼿이 타이완섬을 향해가자 카가얀주 북부와 아파야오주, 일로코스 지방에도 주의보 제1단계를 발효했다. 이 주의보는 8월 8일까지 지속되다가 하향조정했다.

### 대만
중화민국 중앙 기상사무국에서는 8월 5일 20시 30분 경에 태풍 모라꼿에 대해 경고령을 내렸고 다음날인 8월 6일에 태풍(TY)의 단계에 들어선 모라꼿은 8월 7일에 대만까지 이동해왔다. 자정에 되기 조금 전에 매우 느리게 이동하던(시속 2~6 km/h) 모라꼿은 육지에 상륙했고 8월 8일에 대만의 거의 모든 지역에서 폭우 피해를 입었다.

### 중국 대륙
태풍 모라꼿이 중국 본토까지 오기 전에 이미 95만3천명의 거주민들과 3만5천척의 배들이 대피하거나 대피되었다. 한 어선이 전복되어 9명의 어부들이 실종되었다. 대피민들은 더욱 늘어 모라꼿이 상륙하기 전에 대략 150만명이 대피한 것으로 전해졌다.

## 피해

### 일본
8월 6일에 태풍 모라꼿은 풍속 105 km/h의 세력으로 오키나와섬을 강타했으며 이에 따라 항공교통이 단절되면서 많은 관광객이 고립되었다. 나하 공항에서는 80 km/h에 달하는 바람이 불어 공항 전체가 잠시 폐쇄되었다. 국내선과 국제선 총 252편이 결항되었고 41,648명의 승객들이 섬에 고립되었다.

### 필리핀

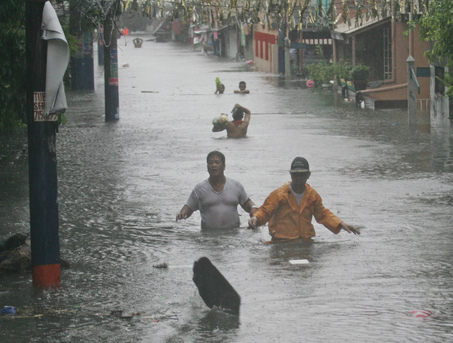
태풍 모라꼿으로 인한 필리핀의 홍수

필리핀에서는 11개의 마을이 8월 6일 오후 4시쯤 한 냇가가 범람해 1.2~1.5 m에 달하는 물에 완전히 잠겼다. 필리핀 군인과 경찰관들은 구조팀을 결성하여 3명의 한국인과 9명의 캐나다인을 구조해냈다. 약 2만9천명이 모라꼿에 영향을 받은 것으로 나타났고 총 9명의 사망자가 발생하였다. 3명의 프랑스 관광객들과 2명의 필리핀 관광가이드들이 산사태로 인한 홍수로 사망했다. 수천명의 사람들이 각자 집의 지붕에 올라가거나 나무 꼭대기에 붙들려 헬리콥터 구조를 애타게 기다렸다. 2명이 홍수로 인해 숨졌고 산사태로 인해 12명의 광부들이 산에 매몰되어 실종되었다. 모라꼿으로 인해 가장 심각하게 피해가 난 곳의 학교는 전부 휴교에 들어갔고 고속도로는 통과불능상태에 빠졌다.

### 대만

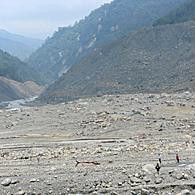
태풍 모라꼿으로 인한 샤요린 지역의 황폐화

8월 8일 자정 경에 태풍 모라꼿이 대만에 상륙한 후에 대만 남부 거의 모든 곳에서 기록적인 폭우가 내렸다. 대만 극남부에 위치한 핑둥현에서는 총 강수량이 2,600 mm가 넘어 한 개의 태풍으로 인한 대만의 최다강수량 부문에서 신기록을 달성했다. 대만을 오고가는 극소수의 항공편은 운항되었으나 항구들은 폐쇄되었다. 또한 모라꼿으로 인해 약 2만5천채의 집에서 정전이 발생하였다.
보도에 의하면 대만 남부에서 적어도 약 600명이 실종되었다고 전해졌는데 이의 대부분은 샤오린(小林) 지역에서 실종되었다. 좌측의 사진으로 보듯이 샤오린 지역에서는 산사태가 마을 전체를 뒤덮어 마을주민 118명이 숨졌고 마을에 있던 집 2채를 제외한 나머지 모두가 산사태로 인해 매몰되었다. 다른 지역으로 통하는 모든 길이 막혀버렸고 이에 따라 생존자들은 4일동안 산으로 둘러싸여 있는 지역에서 고립된 채 물과 식량이 바닥났고 정전까지 된 상태에서 구조만을 기다렸다. 그러나 8월 11일에 헬리콥터로 인해 생존자들을 구조하려던 헬리콥터가 산과 충돌해 3명의 구조자가 숨지는 사건이 발생했다. 구조자들은 샤오린의 험한 지형에서 생존자들을 구조하기에 역부족인 상태였다. 주민 600명은 당시 생매장되었으나 그 밖의 주민 150명은 산사태가 끝난 후에 안전하게 대피했다. 이로 인해 2011년 1월 15일에 약 150명의 생존자들을 위해 120채의 집 착공식을 가졌다.
대만 동부 태평양과 접해있는 타이둥현에서는 한 강이 범람해서 51채의 집을 물에 잠갔고 이 집들의 잔해는 강에 떨어져 고스란히 태평양으로 떠내려가면서 수많은 이재민들이 발생했다. 다행히도 집이 잠길 당시 아무도 집에 있지 않은 상태였다. 베이난향에 있는 즈번 온천 지역의 6층자리 건물이던 진수아이 호텔(Jinshuai Hotel)은 즈번 강이 범람해 하반부가 붕괴되면서 건물 전체가 무너져 강에 떠내려갔다. 호텔 맞은편에 있던 많은 가게들은 이미 물에 떠내려갔고 강은 더욱더 범람해 많은 건물을 침수시켰다. 타이난현에서는 근처 저수지가 오염되면서 28만명에게 물의 공급이 중단되었다.
8월 13일까지 대만 전체에서 107명의 사망자가 집계되었다. 기록적인 폭우도 농업분야의 손실액을 증가시켰던 원인이 되었다. 이 손실액은 2억7400만달러였다. 관광분야에서는 2440만달러의 피해액이 났다. 폭우가 가장 극심했을 당시 섬에서는 전체적으로 158만명분의 전기 공급이 중단되었다. 그러나 모라꼿은 태풍이 오기 전에 심한 가뭄에 시달렸던 타이완에서는 가뭄을 종결시키는 결과를 낳았고 저수지에 물을 충당시킨 역할도 했다.

### 중국 본토
4일동안 태풍 모라꼿은 중국 동부에 위치한 저장성에 1,240 mm의 비를 뿌렸고 이는 저장 성에서 60년 만에 있는 폭우였다. 쓰촨성 쑤이닝 시에 있는 펑시 현에서는 산에서 산사태가 일어나 3층짜리 아파트를 파괴시켰다. 그 때 6명이 아파트 안에 있었다. 이 6명은 후에 매몰되었던 아파트 구조물 잔해더미에서 빠져나왔으나 나중에 2명이 상처악화로 인해 사망했다. 원저우 시에서는 대규모 산사태가 6채의 아파트를 붕괴시켰고 이로 인해 매몰된 사람의 수를 제대로 파악하지도 못한 숫자의 사람들이 잔해더미에 묻혀버렸다. 1명이 당시 폭우로 인해 숨졌다.
모라꼿이 상륙한 지점이었던 푸젠성 닝더 시 샤푸 현에서는 13만6천명의 사람들이 피해를 신고했고 어업분야에서 2900만달러의 손실액이 집계되었다. 저장 성 전역에서 약 340만명의 재산피해접수가 들어왔고 이 중 1천6백명은 집이 파괴되었다. 적어도 1만채의 집이 완전히 파괴되거나 반파되었고 4천제곱킬로미터에 달하는 농지가 홍수로 인해 물에 잠겼다. 중국에서의 피해액은 14억달러였고 1100만명의 사람들이 모라꼿으로 인해 영향을 받았다.

### 대한민국
이 태풍은 중국 상하이 서남서쪽 약 230 km 부근 육지에서 소멸해 대한민국에 직접적인 영향을 주지 못했다. 그러나 태풍 소멸 후 형성된 열대 저압부가 서해 해상에서 수증기를 공급하면서 형성된 강수대의 영향으로 8월 11~12일 이틀 동안 경기도 동두천 지역에 355 mm, 서울 지역에 194 mm의 강수량을 기록하는 등 중부지방을 중심으로 폭우가 내렸다. 8월 12일까지 확인된 대형 피해는 없다.

## 기록

### 대만
태풍 모라꼿이 지나간 후 대만 남부의 샤오린 지역에서는 헬리콥터들이 최대한 많이 출동해 빠르게 생존자들을 구해냈지만 8월 11일에 한 헬리콥터가 산에 충돌해 3명의 구조자들이 숨지는 사건이 발생했다. 중화민국 정부는 이에 따라 유가족들 한 명에게 1백만달러의 피해보상액을 지급하였다. 샤오린 지역의 심각한 피해로 인해 이 지역은 군인들만 출입을 할 수 있도록 한때 지정되었다. 또한 3개의 마을에서 700명에 달하는 주민들을 구조했고 다음날에 26명이 추가로 구조되었다. 이때 구조를 지휘하던 소장은 얼마나 많은 마을 주민들이 묻혔는지 언급하는 것은 지금은 너무 이르다고 말했다. 섬의 중남부에 위치한 자이현 아리산향에서는 모라꼿으로 인해 3,060 mm의 강수량을 기록했다.
2009년의 대통령이었던 마잉주는 모라꼿으로 인한 피해를 느리게 수습했다는 점에서 국민들의 질타를 심하게 받기도 하였다. 정부는 초기에 외국의 도움을 받지 않겠다고 드러났으나 당시의 거절은 아주 잠깐뿐이었다고 해명하기도 했다. 그때 부외국부장관은 외국의 원조를 거절한 점에 대해 언론과의 동의도 없이 결정한 일은 잘못되었다고 해 사퇴를 하기도 하였다.
모라꼿이 섬을 지나고 나자 서서히 피해가 드러나기 시작했다. 광범위한 홍수와 산사태들이 이때부터 알려졌다. 모라꼿이 섬에서 빠져나간 직후 헬리콥터들이 수많은 산간지역에 생존자들을 구조하기 위해 보내졌다. 후에 약 400명의 사람들이 실종되었다고 나타났고 이 사람들은 넓은 범위에서 일어난 산사태로 인한 흙더미에 매몰된 것으로 추정되었다. 외국원조는 계속되었고 미국, 오스트레일리아, 이스라엘과 많은 유럽과 아시아의 국가들이 도움을 주었다.
8월 25일을 기해 461명의 사람들이 사망했고 192명의 사람들이 실종되었으며 46명이 부상당한 것으로 파악되었다. 기록적인 폭우는 농업분야의 손실액을 증가시키기도 했다.

### 필리핀
월드비전에서는 약 800명의 사람들에게 40갤런의 물을 공급하였다. 또한 국내 재난재해대책본부에서 삼발레스주에서 1만3천명의 이재민이 발생해 이 지역에 재난을 선포했다.

## 제명
태풍 모라꼿(MORAKOT)은 필리핀과 대만, 중국 대륙 등에 남긴 심대한 피해로 인해 제명되었고 대체이름으로 "앗사니(ATSANI)"가 결정되면서 2011년부터 북서태평양 열대저기압 이름의 목록에 오르게 되었다.

## 같이 보기
- 2009년 태풍